# Carmona (Sevilla)
Carmona település Spanyolországban, Sevilla tartományban. Carmona Sevilla, Alcalá de Guadaíra, Alcolea del Río, La Rinconada, Brenes, Cantillana, Villanueva del Río y Minas, Lora del Río, La Campana, Fuentes de Andalucía, Marchena, Paradas, Arahal, Mairena del Alcor és El Viso del Alcor községekkel határos. Lakosainak száma 29 871 fő (2024).

## Népesség
A település népessége az elmúlt években az alábbi módon változott:
| Lakosok száma | 25 793 | 26 558 | 27 578 | 28 344 | 28 814 | 28 717 | 28 540 | 28 531 | 29 279 | 29 871 |
|               | 2001   | 2004   | 2007   | 2009   | 2012   | 2014   | 2017   | 2019   | 2022   | 2024   |